# Nuffield Universal 4

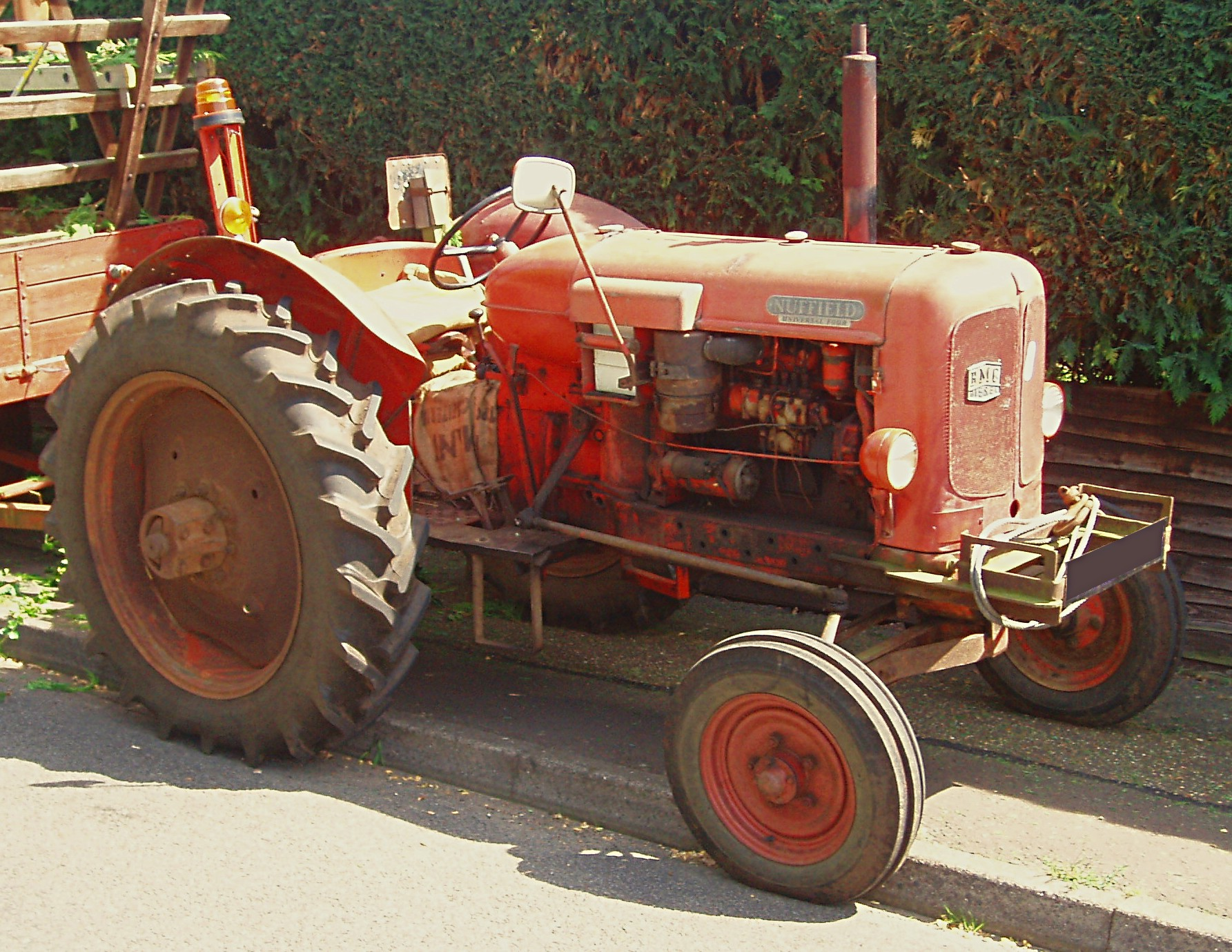
Nuffield Universal 4

Nuffield Universal 4 è un trattore agricolo a ruote prodotto tra il 1948 e il 1961 dalla Nuffield Organisation. Utilizzava un motore diesel a 4 cilindri BMC a 4 tempi raffreddato ad acqua della potenza di 45 CV cilindrata 3400 cm3. Dal 1969 l'azienda fu acquisita dalla British Leyland Motor Corporation ed i trattori Nuffield passarono sotto il marchio Leyland.

## Curiosità
Un esemplare di questo trattore appare nella memorabile sequenza del film Totò, Peppino e la... malafemmina, nella quale i due lo conducono dritto contro un muro, sfondandolo. Nel film Totò afferma d'averlo pagato all'epoca (1956) due milioni e mezzo di lire.